# Lăkavița, Plovdiv
Lăkavița (în bulgară Лъкавица) este un sat în comuna Lăki, regiunea Plovdiv,  Bulgaria. 

## Demografie
Componența etnică a satului Lăkavița
     Bulgari (74,07%)
     Nicio identificare (25,92%)
     Altele (0%)
La recensământul din 2011, populația satului Lăkavița era de 27 locuitori. Din punct de vedere etnic, majoritatea locuitorilor (74,07%) erau bulgari. Pentru 25,92% din locuitori nu este cunoscută apartenența etnică.